# Nil d'Ancira
Nil d'Ancira, també Nil Asceta o Nil Asceta i Monjo (en llatí Nilus o Nilus Asceta et Monachus, en grec antic Νεῖλος "Neilos"), fou un sant grec que va viure al segle v.
Giuseppe Antonio Sassi (Saxius) el situa cap a l'any 420. Era descendent d'una família noble de Constantinoble i va arribar al càrrec d'eparca o governador de la seva ciutat natal Ancira. però inspirat per les coses divines, es va allunyar del poder per retirar-se a un monestir al Sinaí junt amb el seu fill Teodot, mentre la seva dona i la seva filla van trobar un refugi religiós a Egipte.
Es diu que el seu fill va morir en un atac fet per bàrbars (beduïns segurament) al seu convent però Nil es va poder escapar. Va morir al voltant de l'any 450 o 451.
Va escriure nombroses obre teològiques i cartes i d'algunes Foci en dona extractes. Les obres principals són:
- 1. Κεφαλαια ἢ Παραινέσεις ("Kephalaia e parainesis", Capítols d'amonestacions), que dona consells sobre la manera de com ha de viure un cristià.
- 2. Ἐπικτήτου ἐγχειρίδιον ("Epiktetou encheridion", les coses rebudes d'Epictet), que no és altra cosa que la Διατριβαὶ Ἐπικτήτου ("Diatribai Epiktetou" Discursos d'Epictet) escrits per Flavi Arrià i adaptats al cristianisme
- 3. Cartes, que en la seva majoria parlen de les formes de vida cristiana.[1]